# Tibor Magyar
Tibor Magyar [tybor maďar] (9. května 1935 – 8. července 1997) byl slovenský fotbalový brankář.

## Hráčská kariéra
V československé lize chytal za Lokomotívu Košice v 6 utkáních. V roce 1953 se stal s Lokomotívou Košice mistrem Československa v dorostenecké kategorii.

### Prvoligová bilance
| Ročník                               | Zápasy | Góly | Minuty | Nuly | Klub              |
| ------------------------------------ | ------ | ---- | ------ | ---- | ----------------- |
| Přebor československé republiky 1953 | 6      | 0    | –      | 0    | Lokomotíva Košice |
| CELKEM I. LIGA                       | 6      | 0    | –      | 0    |                   |